# Państwowy Zakład dla Umysłowo Chorych w Kulparkowie
Państwowy Zakład dla Umysłowo Chorych w Kulparkowie – placówka lecznicza we Lwowie–Kulparkowie.

## Historia
W okresie zaboru austriackiego w ramach autonomii galicyjskiej Zakładu dla Chorych Umysłowych na Kulparkowie został otwarty w 1875. W maju tego roku został przeniesiony ze Szpitala Powszechnego we Lwowie do osobnego gmachu w dzielnicy miasta Kulparków. Inicjatywę powstania Zakładu wysunął Sejm Krajowy, który uchwałami z 28 maja 1875 oraz z 11 października 1878 nadał placówce statut tudzież etat posad i płac. Bezpośrednim inicjatorem był Cezary Emil Haller.
Projekt pawilonów Zakładu wykonał architekt Adolf Kuhn. Kaplicę tamże zaprojektował Gustaw Bisanz. Zakład był przeznaczony do leczenia osób z obszaru Galicji. W zamiarze miał stanowić placówkę dla ok. 350 pacjentów. Po 1875 powstały dwa pawilony, na ok. 30 chorych każdy. Na początku 1904 w Zakładzie przebywało ok. 1000 chorych (w tym czasie szacowano, że w całej Galicji żyje ok. 7000 osób umysłowo chorych). Wówczas informowano o rozszerzeniu zakładu o 500 łóżek. Plany przygotował wtedy Adolf Kamienobrodzki. W latach 1904–1905 dokonano powiększenia infrastruktury zakładu kosztem 1,5 mln koron. Powstały wówczas nowe pawilony (projektant Zygmunt Kędzierski), zainstalowano wodociągi, ogrzewanie centralne, własną kanalizację, tor kolejowy, powstała wieża wodna, a całością budowy kierował inż. Kamienobrodzki. Według stanu z 1912 ilość chorych w Zakładzie wynosiła 3330. W 1914 Zakład był urządzony dla 1111 chorych. W 1920 nowe dwa pawilony zaprojektował Adolf Kamienobrodzki. Budowę Zakładu prowadził budowniczy Michał Ulma.
Przed 1914 nazwa instytucji brzmiała: Krajowy Zakład dla Obłąkanych w Kulparkowie pod Lwowem. W tym czasie prócz dyrektora funkcjonował zarząd, a ponadto służba lekarska, służba duchowna, służba administracyjna, służba etatowa i osoby nieetatowe. Przy Zakładzie stworzono infrastrukturę w wielu dziedzinach, zapewniającą m.in. żywność. W pobliżu powstał też cmentarz.
Od początku istnienia (1875) pełniącym obowiązki dyrektora Zakładu był dr Bolesław Głowacki. Od około 1880 do 1901 jego dyrektorem został Gustaw Neusser. W latach 1902–1919 i 1925–1927 dyrektorem był Roman Zagórski. W 1914 dyrektorem był dr Władysław Kohlberger. Od około 1879 do około 1906 rządcą zakładu był Stanisław Fanti.
W Zakładzie pracowali też Józef Hornowski, Antoni Feliks Mikulski, Józef Władysław Bednarz, Ludomir Sedlaczek-Komorowski. W okresie II Rzeczypospolitej instytucja działała do 1939 jako Państwowy Zakład dla Umysłowo Chorych w Kulparkowie. Do tego czasu w zakładzie pracowali lekarze: dr Aleksander Wacyk, dr Stefan Cielmirski, Stanisław Cwynar, dr Karolina Diaczek, dr Jakub Ehrlich, dr Bronisława Hubertówna, dr Wanda Jedlińska-Schneid, dr Bronisław Kostkiewicz, dr Hipolit Latyński (neurolodzy i psychiatrzy) oraz Teofil Cholewa (lekarz wszech nauk lekarskich).
Kapelanami w Zakładzie byli: ks. Michał Rękas, ks. Mykoła Jarosewycz (ojciec Ireny).
W Zakładzie przebywał na leczeniu: Adam Chmielowski (1881-1882), Izydor Dzieduszycki (zmarł tam w 1888), Paulina Szalitówna (zmarła tam w 1920), mjr Feliks Jaworski.
Podczas II wojny światowej i trwającej okupacji niemieckiej zarząd nad szpitalem pełnił Jost Walbaum. Od 1940 w Zakładzie byli zatrudnieni: Bolesław Ałapin, Helena Słoniewska, Maria Demianowska.
Od Zakładu nazwano ulicę Zakładową (obecnie ulica Włodzimierza Wielkiego we Lwowie).

## Publikacje
- Leon Halban: Sprawa zakładu dla obłąkanych w Kulparkowie przed Sejmem (1878)
- Krajowy zakład dla obłąkanych w Kulparkowie : instrukcye służbowe zatwierdzone uchwałą Wydziału Krajowego z dn. 14 lutego 1879 r. do L. 51000/1878 (1879)
- Władysław Kohlberger: Kilka uwag o postępowaniu z obłąkanymi w Kulparkowie (1897)
- Antoni Feliks Mikulski: Badania nad tętnieniem mózgu człowieka : (z pracowni psychologicznej kraj Szpitala dla Umysł. Chorych w Kulparkowie) (1914)